# Dipinti di Zdzisław Beksiński
Questa pagina è una lista dei dipinti di Zdzisław Beksiński conservati. Gran parte delle opere sono senza attribuzione del titolo da parte dell'autore, perciò sono state successivamente denominate con un codice identificativo.

## Elenco
| Immagine                                                          | Titolo | Data | Dimensioni in cm | Tecnica         | Supporto | Paese | Città | Luogo di conservazione | Attribuzione e note |
| ----------------------------------------------------------------- | ------ | ---- | ---------------- | --------------- | -------- | ----- | ----- | ---------------------- | ------------------- |
| Painting entitled: AA78, year 1978, 87 x 87 cm oil on beaverboard | AA78   | 1978 | 87x87            | olio            | tavola   |       |       |                        |                     |
| Zdzisław Beksiński: Senza titolo                                  |        | 1984 | 98.5x101         | olio e acrilico | tavola   |       |       |                        |                     |
|                                                                   | AA72   |      | 98x122           | olio            | tavola   |       |       | Museo storico di Sanok |                     |